# Nororma
La Comarca Nororiental de Málaga (Nororma) es una de las nueve comarcas de la provincia de Málaga, formada por siete municipios. Estos municipios son: Archidona, Cuevas Bajas, Cuevas de San Marcos, Villanueva de Algaidas, Villanueva de Tapia, Villanueva del Rosario y Villanueva del Trabuco; los mismos que integran el partido judicial de Archidona. Limita con las provincias de Granada al este y Córdoba al norte; además de las comarcas malagueñas de La Axarquía al sur y Antequera al oeste. 
Sus principales accidentes geográficos son las Lagunas de Archidona (Grande y Chica). Sin olvidar los siguientes yacimientos arqueológicos: Cortijo de San Vicente, Cortijo de Samiaja, Cueva de Las Grajas, Necrópolis de los Alcaides y la Cueva de Arcos.

## Municipios

Espacios protegidos de Nororma.

| Escudo  | Municipio              | Población (2022) | Superficie (km²) | Densidad (hab./km²) |
| ------- | ---------------------- | ---------------- | ---------------- | ------------------- |
|         | Archidona              | 8.024            | 186,17           | 43,1                |
|         | Villanueva del Trabuco | 5.340            | 59,14            | 90,3                |
|         | Villanueva de Algaidas | 4.146            | 70,5             | 58,8                |
|         | Cuevas de San Marcos   | 3.632            | 36,87            | 98,5                |
|         | Villanueva del Rosario | 3.339            | 43,94            | 76                  |
|         | Villanueva de Tapia    | 1.417            | 22,11            | 64,1                |
|         | Cuevas Bajas           | 1.353            | 16,51            | 82                  |
| Nororma | Nororma                | 27.251           | 435,24           | 62,61               |

## Medio natural
La comarca se encuentra enclavada en la depresión de Antequera dentro del Surco Intrabético, entre las Sierras Subbéticas cordobesas al norte y el arco calizo central malagueño (Cordillera Penibética) al sur. De este último, son las sierras de Camarolos, Gorda, San Jorge y Gibalto, las que forman parte de la comarca.
En la comarca existen varios espacios protegidos con diferente nivel de conservación incluidos en la RENPA (Red de Espacios Naturales Protegidos de Andalucía):
- 2 parques periurbanos: Sierra de Gracia y el de los pinos en Vva Del Trabuco
- 2 monumentos naturales: Falla de la Sierra del Camorro, Fuente de los cien caños - Nacimiento del río Guadalhorce
- 1 reserva natural: Lagunas de Archidona
- 2 zonas de importancia comunitaria de la Red Natura 2000: Sierra de Camarolos, Cueva de Belda I

## Demografía
| Gráfica de evolución demográfica de Nororma entre 1842 y 2019                           |
|                                                                                         |
| Fuente: Instituto Nacional de Estadística de España - Elaboración gráfica por Wikipedia |